# モーターランド三河
座標: 北緯34度59分44.35秒 東経137度27分6.02秒 / 北緯34.9956528度 東経137.4516722度

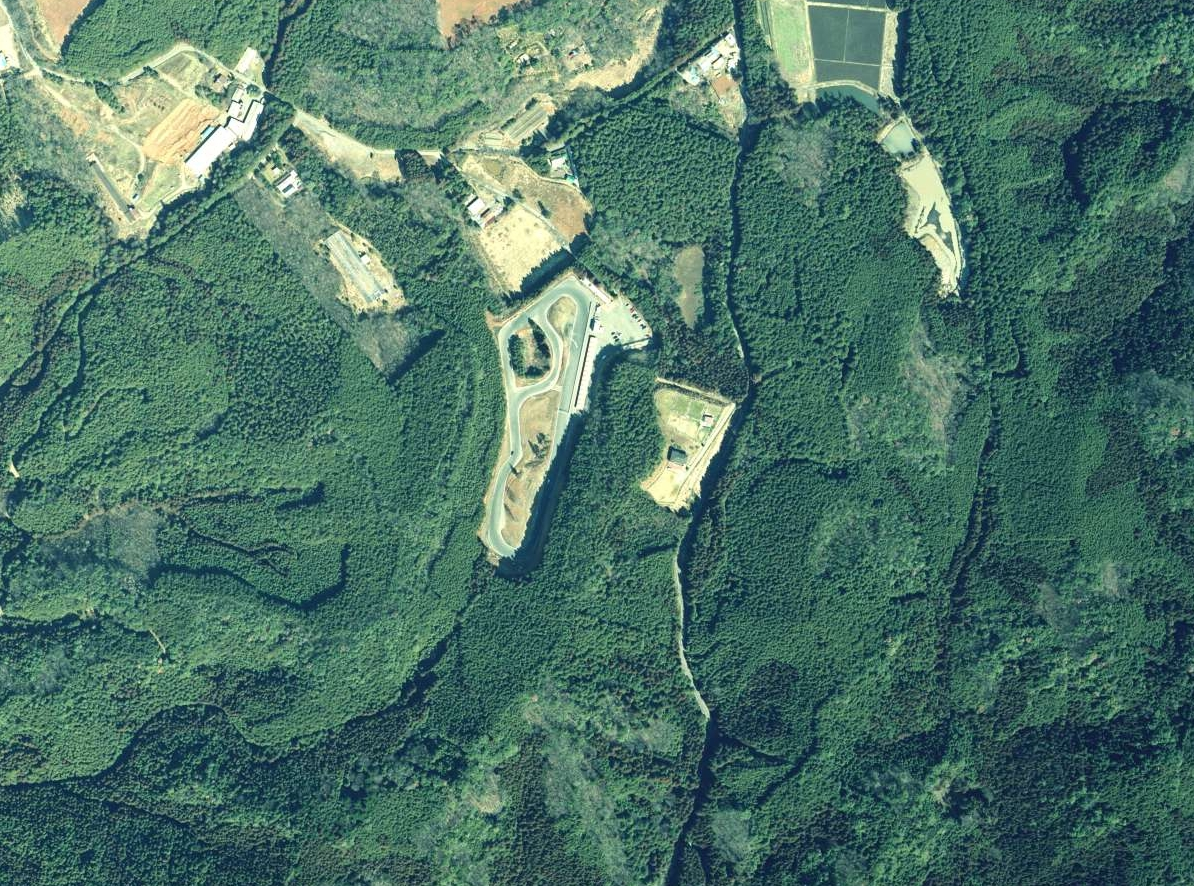
国土地理院の航空写真（2006年）

モーターランド三河（モーターランドみかわ）は、愛知県新城市作手地区（旧作手村）にある自動車用サーキット。

## 歴史
2003年（平成15年）10月31日に作手高原カートランド（つくでこうげんカートランド）としてオープン。2012年（平成24年）12月1日にはコースを延長し、高速セクションと低速セクションからなるテクニカルなサーキットへ生まれ変わった。

## 特徴
レンタル車両を数台有し、初心者から上級者まで気軽にサーキット走行を楽しむ事ができる。

## コース内容
テクニカルなレイアウトのAコース・CコースとハイスピードなレイアウトのBコースに加え、BコースとCコースを繋いだフルコースという4つのレイアウトで機能させることが可能である。
また、いずれのコースもグリップ走行、ドリフト走行が可能である。

### フルコース（B+Cコース）
- 全長：1,200 m
- 幅員：10～15 m
- 最大直線長：250 m

### Aコース・Bコース
- 全長：800 m
- 幅員：10～15 m
- 最大直線長：250 m

### Cコース
- 全長：450 m
- 幅員：10 m

## 所在地
- 愛知県新城市作手岩波字長ノ山60-6

## 交通アクセス
- 東海環状自動車道豊田松平ICより車で約35分。
- 東名高速道路豊川ICより車で約50分。
- 東名高速道路豊田ICより車で約60分。